# Gábor Verőci
Gábor Verőci, madžarski rokometaš, * 22. oktober 1953, Budimpešta.
Leta 1976 je na poletnih olimpijskih igrah v Montrealu v sestavi madžarske rokometne reprezentance osvojil šesto mesto.